# 손드리오역
손드리오역(이탈리아어: Sondrio)은 밀라노 지하철 3호선의 역이다. 3호선이 개통되고 난 뒤 1년도 더 지난 1991년 5월 12일에 문을 열었다. 1995년 차라 역이 문을 열 때까지는 3호선의 종착역이었다.
밀라노 코무네 내에서 손드리오 대로와 조이아 가의 교차로에 위치해 있다. 지하에 있는 역이며, 2면 1선의 구조로 지어져 있다.

## 환승
역 근처에 ATM에서 운영하는 일반 버스와 트롤리버스 정류장이 있다.
- 트롤리버스 정류장 (Sondrio M3, 90, 91, 92번)
- 버스 정류장

## 시설
이 역에는 다음과 같은 시설이 있다.
- 장애인 승객을 위한 승차 시설
- 엘레베이터
- 에스컬레이터
- 승차권 자동 판매기
- 역 감시카메라